# Eugen Papst
Eugen Papst (* 24. Dezember 1886 in Oberammergau; † 2. Januar 1956 ebenda) war ein deutscher Komponist und Professor für Musik.

## Leben und Werk
Der Sohn des gleichnamigen Pädagogen und Oberlehrers Eugen Papst (1855–1923), nach dem später die Eugen-Papst-Förderschule in Germering benannt wurde, besuchte das Lehrerseminar in Freising und studierte ab 1907 an der Akademie der Tonkunst in München.
1910 wirkte er am Theater in Allenstein und ab 1911 in Bern als Musikalischer Leiter des Stadttheaters. 1922 wurde er nach Hamburg berufen, wo er gemeinsam mit Karl Muck die Hamburger Philharmoniker leitete, bis diese 1934 durch die Nationalsozialisten aufgelöst wurden. Papst ging zunächst im Herbst 1934 als Generalmusikdirektor nach Münster, wurde aber schon 1935 Leiter des Kölner Männergesangvereins und kurz darauf mit Unterstützung seines Freundes Richard Strauss auch als Nachfolger von Hermann Abendroth städtischer Generalmusikdirektor des Gürzenich-Orchesters. Außerdem unterrichtete er Dirigieren an der Musikhochschule Köln. Nach Kriegsende kam es zu Auseinandersetzungen um seine Stelle als Generalmusikdirektor, weil die Stadt Köln trotz eines laufenden Vertrages mit Papst 1946 Günter Wand berief. Nach dessen Ansicht wurde Papst mehr und mehr „zur musikalischen Leitfigur der Ewiggestrigen“.
Papst nahm einen Ruf an die Nordwestdeutsche Musikakademie nach Detmold an, wo er Meisterkurse im Dirigieren hielt.
Für die Oberammergauer Passionsspiele 1950 schuf er eine Bearbeitung der Passionsmusik von Rochus Dedler (1779–1822), die bis 1990 unverändert gespielt wurde und mit Revisionen und Ergänzungen des jetzigen musikalischen Leiters Markus Zwink im Wesentlichen bis heute in Gebrauch ist.
Zu seinem weiteren Werken zählen Orchesterstücke, Chöre und Lieder, die aber nur teilweise veröffentlicht wurden.

## Ehrungen
- 1933 wurde Eugen Papst mit der Johannes-Brahms-Medaille der Stadt Hamburg ausgezeichnet.
- In München, Germering und Oberammergau sind Straßen nach ihm benannt.